# 1/2
1/2（2分の1、にぶんのいち、½）は、有理数のうち 0 と 1 の間にある数であり、2 の逆数である。単位分数の中では 1/1 = 1 に次いで大きい。最小の自然数1の半分である。文章の中では 1/2 と表記されることも多い。十進法で小数表記すると 0.5 となる。

## 数学的性質
- 1 ÷ 2 に等しい。
- 0 と 1 の相加平均に等しい。
- 偶数に 1/2 を乗じた値は整数であり、奇数に 1/2 を乗じた値は半整数である。また、単偶数に 1/2 を乗じた値は奇数である。
- 四則演算において、「 2 で割ること」 は 「 1/2 を掛けること」と同値である。
- {\displaystyle {\sqrt {x}}} は {\displaystyle x^{\frac {1}{2}}} に等しい。
- 三角関数で、{\displaystyle \sin {\frac {\pi }{6}}=\sin {\frac {5}{6}}\pi ={\frac {1}{2}},\cos {\frac {\pi }{3}}=\cos {\frac {5}{3}}\pi ={\frac {1}{2}}}

 である。したがって、 
{\displaystyle \sin ^{-1}{\frac {1}{2}}={\frac {\pi }{6}},\cos ^{-1}{\frac {1}{2}}={\frac {\pi }{3}}}
 である。なお
{\displaystyle \tan ^{-1}{\frac {1}{2}}=0.463\ 647\ 609\ 000\ 806\ 116\ 21\cdots }
 である。
- 1 から n までの自然数の和は {\displaystyle {\frac {1}{2}}n(n+1)} となる（→三角数）。
- 三角形の面積は（底辺）×（高さ）× 1/2 で求められる。また、三角形の2辺の長さを a, b とし、それらがなす角を θ とすると、面積 S は{\displaystyle S={\frac {1}{2}}ab\sin \theta }

 と表せる。
- {\displaystyle \Gamma \left({\frac {1}{2}}\right)={\sqrt {\pi }}}（ {\displaystyle \Gamma } はガンマ関数）
- その他、台形の面積、不定積分 {\displaystyle \int x\,dx}、ある 2 点の中点の座標、中点連結定理など、様々な公式中に 1/2 は登場する。
- リーマン予想では、「ゼータ関数 ζ(s) の自明でない零点 s は、全て実部が 1/2 の直線上に存在する」と考えられている。
- {\displaystyle {\dfrac {1}{2}}={\dfrac {\dfrac {1}{6}}{1-{\dfrac {2}{3}}}}=\sum \limits _{n=1}^{\infty }{\dfrac {1}{6}}\left({\dfrac {2}{3}}\right)^{n}.}

### 他の進数における性質
- 素因数に2が含まれているN進法（即ち偶数進法）であれば、1/2は割り切れる小数になる。しかし、三進法など奇数進法では 1/2 は割り切れない小数になる。
  - 1/2 = 0.1(2) = 0.1111…(3) = 0.2222…(5) = 0.3(6) = 0.4(8) = 0.4444…(9) = 0.5(10) = 0.6(12) = 0.7777…(15) = 0.8(16) = 0.9(18) = 0.A(20) になる。(下線部は循環節)

## その他1/2に関すること
- 全体に占める割合が 1/2 のものを、日本語では半分という。
- 日本語では、父母のうち1人が外国人である人をハーフという。half-blooded の略。民族などが異なる血が 1/2 流れている人という意味である。
- 量子力学では、電子のスピン量子数は +1/2 もしくは −1/2 に限られる。
- 起こりうる結果が 2 通りだけで、それらの起こる確率が共に 1/2 に充分近い時、「○○の確率は五分五分」ということがある。
- FIFAワールドカップ・予選では、6つのFIFA傘下の地域連盟のうち力が劣ると考えられる連盟の予選に関して、1/2枠が振り分けられることがある。この場合は、当該連盟内の予選を勝ち抜いても、その後に開催される大陸間プレーオフを突破しなければ本大会に出場することはできない。
- サイコロを使った賭博である丁半は、丁（2つのサイコロの出た目の和が偶数）または半（2つのサイコロの出た目の和が奇数）の出る確率が 1/2 であることを利用したものである。
- PANDA 1/2 は2009年に日本で結成された音楽ユニット。
- キユーピーハーフはキユーピーのマヨネーズのブランド。パッケージに 1/2 と書かれている。
- 1/2は川本真琴の1997年の曲。
- 旧約聖書では4か所で"二分の一"という表現が使用されている。
  - 「若い雄牛に加えて、十分の三エファの上等の小麦粉に二分の一ヒンのオリーブ油を混ぜた穀物の献げ物と、」(民数記 15章 9節)
  - 「二分の一ヒンのぶどう酒をぶどう酒の献げ物としてささげる。それは、燃やして主にささげる宥めの香りである。」(民数記 15章 10節)
  - 「それに添えるぶどう酒の献げ物は、雄牛一頭についてぶどう酒二分の一ヒン、雄羊一匹について三分の一ヒン、小羊一匹について四分の一ヒンとする。以上が一年を通じて毎月ささげる焼き尽くす献げ物である。」(民数記 28章 14節)
  - 「これを支える中段の四辺は長さ十四アンマ、幅十四アンマである。その周囲の縁は高さ二分の一アンマ、周りの溝の幅は一アンマである。祭壇の階段は東に向いている。」(エゼキエル書 43章 17節)

## 符号位置
| 記号 | Unicode | JIS X 0213 | 文字参照               | 名称   |
| ---- | ------- | ---------- | ---------------------- | ------ |
| ½    | U+00BD  | 1-9-20     | &frac12; &#xBD; &#189; | 2分の1 |